# Gilles Ier
Gilles Ier, évêque de Rennes, est un religieux français.

## Biographie
Il ratifia, au mois d'octobre 1258, le testament de Jean I Gicquel, son prédécesseur. Il mourut dès le 26 septembre 1259, selon le nécrologe de son église, et eut pour successeur Maurice de Trézéguidy qui suit.

## Source
- Pierre-Hyacinthe Morice de Beaubois, L'Eglise de Bretagne, 1839.